# António de Sá Benevides

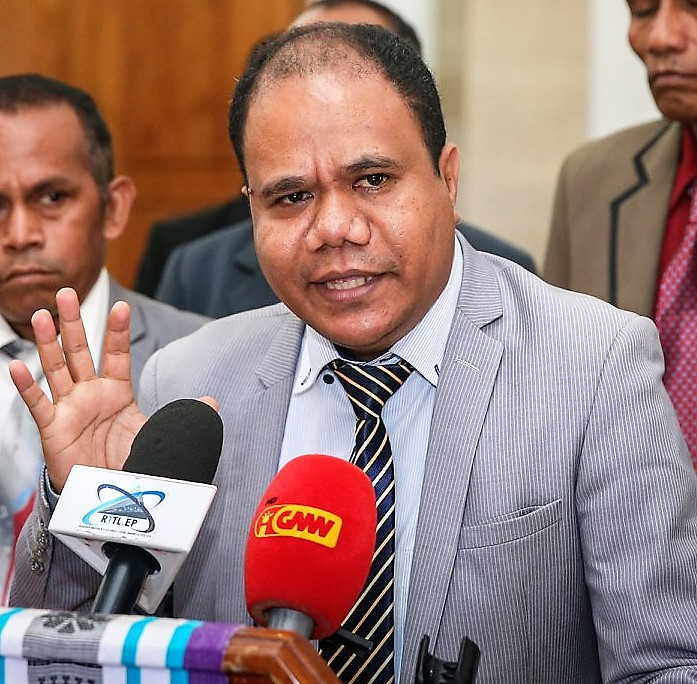
António de Sá Benevides (2020)

António de Sá Benevides (* 2. September 1979 in Becora, Dili, Osttimor) ist ein osttimoresischer Politiker. Er war bis 2021 Vorsitzender der Partidu Unidade Dezenvolvimentu Demokratiku (PUDD).

## Werdegang
Benevides hat einen Philosophieabschluss inne.
Bei den Parlamentswahlen in Osttimor 2017 stand noch auf Platz 67 der PUDD als Ersatzkandidat der Partei. Die Partei scheiterte ohnehin an der Vier-Prozent-Hürde. 2017 schloss sich die PUDD mit zwei anderen Parteien dem Wahlbündnis Frenti Dezenvolvimentu Demokratiku (FDD) zusammen. Auf Listenplatz 1 der FDD gelang Benevides, nun Präsident der PUDD und der FDD, der Einzug in das Nationalparlament Osttimors.

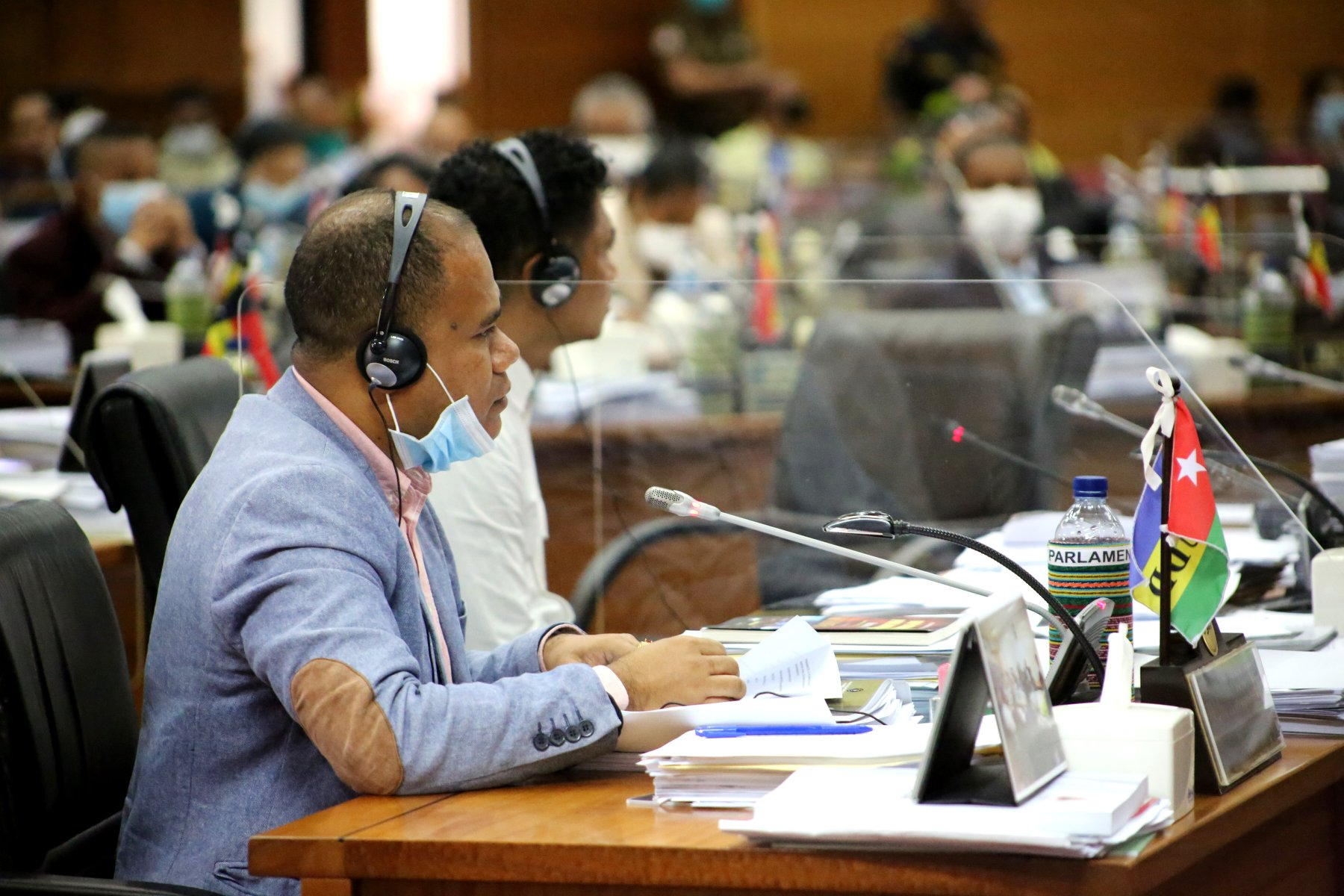
António de Sá Benevides im Parlament (2020)

Am zweiten Sitzungstag am 14. Juni 2018 des neuen Parlaments boykottierte Benevides, zusammen mit den Abgeordneten der Oppositionsparteien FRETILIN und PD, die Wahl des erweiterten Parlamentspräsidiums. Grund war die Nichtberücksichtigung der Oppositionsparteien bei den Kandidaten. Nur Isabel Maria Barreto Freitas Ximenes von der Frenti-Mudança (FM), die Fraktionskollegin von Benevides, wurde zur ersten Stellvertreterin der Sekretärin des Parlamentspräsidiums gewählt. Unterstützt wurde Ximenes, neben den Abgeordneten der Regierungskoalition Aliança para Mudança e Progresso (AMP), von Gilman Exposto dos Santos von der União Democrática Timorense (UDT), dem dritten FDD-Abgeordneten. Die FDD zerbrach daraufhin. Als einzelner Abgeordneter ist Benevides Mitglied in den parlamentarischen Kommissionen für Öffentliche Finanzen (Kommission C) und für Bildung, Jugend, Kultur und Bürgerrechte (Kommission G).
2021 erkrankte Benevides schwer und musste zeitweise in Jakarta behandelt werden. Parteivize Silvestre Sufa übernahm daraufhin die geschäftsführend die Präsidentschaft. Benevides behielt aber seinen Sitz im Parlament und kehrte auch dahin nach seiner Genesung zurück. In einer parteiinternen Abstimmung unterlag Benevides Martinho Gusmão beim Entscheid, wen die Partei als Kandidaten bei den Präsidentschaftswahlen in Osttimor 2022 unterstützen soll. Gusmão erhielt alle 220 Stimmen der Delegierten.
Bei den Parlamentswahlen 2023 trat Benevides nicht für die PUDD, sondern für die Associação Popular Monarquia Timorense (APMT) auf Listenplatz 4 an. Allerdings scheiterten beide Parteien an der Vier-Prozent-Hürde.